# Alvarado Santa Irene 2.ª Sección (El Taizal)
Alvarado Santa Irene 2.ª Sección (El Taizal) es una localidad del municipio de Centro ubicado en la subregión centro del estado mexicano de Tabasco.

## Geografía
La localidad de Alvarado Santa Irene 2.ª Sección (El Taizal) se sitúa en las coordenadas geográficas 17°43′03″N 92°58′48″O / 17.717500, -92.980000, a una elevación de 14 metros sobre el nivel del mar.

## Demografía
Según el Conteo de Población y Vivienda 2020, efectuado por el Instituto Nacional de Estadística y Geografía, la localidad de Alvarado Santa Irene 2.ª Sección (El Taizal) tiene 439 habitantes, de los cuales 220 son del sexo masculino y 219 del sexo femenino. Su tasa de fecundidad es de 2.01 hijos por mujer y tiene 113 viviendas particulares habitadas.
| Gráfica de evolución demográfica de Alvarado Santa Irene 2.ª Sección (El Taizal) entre 1995 y 2020 |
| |
| INEGI.                                                                                             |